# 2013 ワールド・ベースボール・クラシック イスラエル代表
2013 ワールド・ベースボール・クラシック イスラエル代表（2013 - イスラエルだいひょう）は、2013年に開催された第3回ワールド・ベースボール・クラシックに出場した、野球のイスラエル代表チームである。
2012年9月19日に、予選1組の試合でアメリカ合衆国フロリダ州ジュピターのロジャー・ディーン・スタジアムで第1戦を南アフリカ共和国と戦い3対7で勝利する。21日に第2戦をスペインと戦い4対2で勝利している。しかし、23日の本戦進出決定戦でスペインに7対9で負け本戦進出を逃した。

## 試合結果
下記（青帯）表記は、以下の通り。
ゲームNo. 試合開始時間（試合時間、入場者数）
|  | x - x |

### 1回戦（9月19日）
ゲーム1 試合開始時間19:00（3時間16分、1,581人）
| 南アフリカ共和国 | 3 - 7 | イスラエル |

|                  | 1 | 2 | 3 | 4 | 5 | 6 | 7 | 8 | 9 | R | H  | E |
| ---------------- | - | - | - | - | - | - | - | - | - | - | -- | - |
| イスラエル       | 1 | 0 | 0 | 0 | 0 | 0 | 1 | 3 | 2 | 7 | 10 | 1 |
| 南アフリカ共和国 | 0 | 0 | 0 | 0 | 0 | 0 | 0 | 0 | 3 | 3 | 3  | 2 |

1. イ：○エリック・ベーガー、ブレット・ロリン、ジョシュ・ゼイド、デビッド・コップ、シュロモ・リペッツ、ジェフ・カプラン
2. 南ア：●ダイラン・アンスワース、ジャレッド・エラリオ、ヘイン・ロブ、キーラン・ラブグローブ、カール・マイケルズ
3. 勝利：エリック・ベーガー
4. 敗戦：ダイラン・アンスワース
5. 本塁打
イ：フレイマン（1号ソロ・1回アンスワース）、フレイマン（2号ソロ・9回マイケルズ）、

### 2回戦（9月21日）
ゲーム4 試合開始時間19:00（2時間43分、814人）
| スペイン | 2 - 4 | イスラエル |

|            | 1 | 2 | 3 | 4 | 5 | 6 | 7 | 8 | 9 | R | H | E |
| ---------- | - | - | - | - | - | - | - | - | - | - | - | - |
| イスラエル | 0 | 0 | 0 | 0 | 0 | 2 | 0 | 2 | 0 | 4 | 7 | 1 |
| スペイン   | 0 | 0 | 0 | 0 | 0 | 1 | 0 | 0 | 1 | 2 | 8 | 2 |

1. イ：○ジュスティン・シャーマー、デビッド・コップ、リチャード・ブレイアー、ジョシュ・ゼイド
2. ス：●リチャード・サラザール、サミー・デロス・サントス、イバン・グラナドス
3. 勝利：ジュスティン・シャーマー
4. セーブ：ジョシュ・ゼイド
5. 敗戦：リチャード・サラザール
6. 本塁打
イ：フレイマン（3号2ラン・6回サラザール）、フレイマン（4号2ラン・8回グラナドス）

### 本選進出決定戦（9月23日）
ゲーム6 試合開始時間17:00（4時間50分、4,463人）
| イスラエル | 7 - 9 | スペイン |

|            | 1 | 2 | 3 | 4 | 5 | 6 | 7 | 8 | 9 | 10 | R | H  | E |
| ---------- | - | - | - | - | - | - | - | - | - | -- | - | -- | - |
| スペイン   | 0 | 0 | 1 | 3 | 1 | 0 | 1 | 1 | 0 | 2  | 9 | 15 | 0 |
| イスラエル | 2 | 0 | 1 | 3 | 0 | 0 | 0 | 1 | 0 | 0  | 7 | 7  | 0 |

1. ス：エリック・ゴンザレス、レスリー・ネイカー、アントニオ・ノゲーラ、エディ・モーラン、レミヒオ・レアル、○イバン・グラナドス
2. イ：エリック・ベーガー、ジェフ・ウラウブ、デビッド・コルビン、リチャード・ブレイアー、ジェフ・カプラン、デビッド・コップ、●ジョシュ・ゼイド
3. 勝利：イバン・グラナドス
4. 敗戦：ジョシュ・ゼイド

## チーム構成
選手は、主にユダヤ系のMLBのマイナーに所属する選手。
ロースターには現役のMLB選手が加わらなかったが、大会前にはユダヤ系選手のケビン・ユーキリスが本戦でのロースター入りを希望した。ユーキリスは「他のユダヤ系の現役MLB選手の中にも参加希望の意思を持っている選手が少なくない」と語っている。

## 選手
以下が代表選手であり所属は2012年時
| ポジション | 背番号 | 氏名                     | 所属球団                                       | 投 | 打 | 備考 |
| ---------- | ------ | ------------------------ | ---------------------------------------------- | -- | -- | ---- |
| 監督       | 11     | ブラッド・オースマス     |                                                |    |    |      |
| コーチ     | 5      | マーク・ロレッタ         |                                                |    |    |      |
| コーチ     | 30     | アンドリュー・ローレイン |                                                |    |    |      |
| コーチ     | 8      | マット・マーティン       |                                                |    |    |      |
| 投手       | 10     | ブレット・ロリン         | アリゾナ・ダイヤモンドバックス傘下             | 左 | 右 |      |
| 投手       | 12     | ジャスティン・シャーマー | サンフランシスコ・ジャイアンツ傘下             | 右 | 右 |      |
| 投手       | 14     | エリック・ベーガー       | クリーブランド・インディアンス傘下             | 左 | 左 |      |
| 投手       | 16     | アロン・レイクマン       | ベト・シェメシュ・ブルーソックス               | 右 | 右 |      |
| 投手       | 21     | マックス・パールマン     | オークランド・アスレチックス傘下               | 右 | 右 |      |
| 投手       | 22     | ショロモン・リペツ       | ネタニヤ・タイガース                           | 右 | 右 |      |
| 投手       | 25     | ジェフ・カプラン         | ニューヨーク・メッツ傘下                       | 右 | 右 |      |
| 投手       | 26     | ジェレミー・ゴールド     | ニューヨーク・メッツ傘下                       | 右 | 左 |      |
| 投手       | 27     | デビッド・コルビン       | シアトル・マリナーズ傘下                       | 右 | 右 |      |
| 投手       | 28     | ジョシュ・ゼイド         | ヒューストン・アストロズ傘下                   | 右 | 右 |      |
| 投手       | 29     | ジェフ・ウラウブ         | オークランド・アスレチックス傘下               | 左 | 左 |      |
| 投手       | 32     | ダン・ロゼム             | テルアヒブ・ライトニング                       | 右 | 右 |      |
| 投手       | 35     | リチャード・ブレイアー   | テキサス・レンジャーズ傘下                     | 左 | 左 |      |
| 投手       | 36     | デビッド・コップ         | デトロイト・タイガース傘下                     | 右 | 右 |      |
| 捕手       | 19     | ニック・リックレス       | オークランド・アスレチックス傘下               | 右 | 右 |      |
| 捕手       | 37     | チャールズ・カトラー     | ピッツバーグ・パイレーツ傘下                   | 右 | 左 |      |
| 内野手     | 2      | ジョシュ・サティン       | ニューヨーク・メッツ                           | 右 | 右 |      |
| 内野手     | 3      | ジャック・マーダー       | シアトル・マリナーズ傘下                       | 右 | 右 |      |
| 内野手     | 6      | コディ・デッカー         | サンディエゴ・パドレス傘下                     | 右 | 右 |      |
| 内野手     | 7      | ジェイク・レマーマン     | ロサンゼルス・ドジャース傘下                   | 右 | 右 |      |
| 内野手     | 9      | ベン・オルロフ           | ヒューストン・アストロズ傘下                   | 右 | 右 |      |
| 内野手     | 33     | ケイシー・ヘザー         | ロサンゼルス・エンゼルス・オブ・アナハイム傘下 | 右 | 右 |      |
| 内野手     | 34     | ネイト・フレイマン       | サンディエゴ・パドレス傘下                     | 右 | 右 |      |
| 外野手     | 1      | アダム・グリーンバーグ   |                                                | 右 | 左 |      |
| 外野手     | 15     | ショーン・グリーン       |                                                | 左 | 左 |      |
| 外野手     | 23     | ロビー・ウィドランスキー | ボルチモア・オリオールズ傘下                   | 左 | 右 |      |
| 外野手     | 24     | ベン・グエズ             | デトロイト・タイガース傘下                     | 右 | 右 |      |
| 外野手     | 31     | ジョク・ピーダーソン     | ロサンゼルス・ドジャース傘下                   | 左 | 左 |      |